# Haplochromis orthostoma
Haplochromis orthostoma är en fiskart som beskrevs av Regan 1922. Haplochromis orthostoma ingår i släktet Haplochromis och familjen Cichlidae. IUCN kategoriserar arten globalt som sårbar. Inga underarter finns listade i Catalogue of Life.